# Wigan Athletic F.C.
Wigan Athletic Football Club (wymowa: /ˈwɪɡən/) – angielski klub piłkarski z siedzibą w Wigan, w hrabstwie Wielki Manchester, założony w 1932 roku. Swoje mecze rozgrywa na DW Stadium.
W 2003 roku po raz pierwszy awansował do Football League Championship (2. ligi), a już w 2005, po zajęciu drugiego miejsca w tych rozgrywkach awansował do Premiership. W swoim debiutanckim sezonie 2005/2006 zajął 10. miejsce w Premiership i awansował do finału Pucharu Ligi Angielskiej, w którym doznał porażki 0:4 z Manchesterem United. W sezonie 2012/2013 zespół występował w rozgrywkach Premiership, ostatecznie zajął 18. miejsce w tabeli Premier League i spadł do Championship. Dzięki zdobyciu Pucharu Anglii w 2013 roku w sezonie 2013/2014 zagrał w Lidze Europy. W 2015 roku klub spadł do Football League One, ale już po roku wrócił do Championship, z której jednak spadł ponownie w 2017.

## Sukcesy
- zdobywca Pucharu Anglii: 2013
- finalista Pucharu Ligi: 2006
- wicemistrz Football League Championship (2. ligi): 2005
- mistrz Football League Second Division (3. ligi): 2003
- mistrz Football League Third Division (4. ligi): 1997
- mistrz Football League Fourth Division (5. ligi): 1982
- zdobywca Football League Trophy: 1985, 1999
- mistrz Northern Premier League: 1971, 1975
- zdobywca Northern Premier Cup: 1972
- zdobywca Northern Premier Shield: 1973, 1974, 1976
- mistrz Lancashire Combination: 1948, 1951, 1953, 1954
- mistrz Cheshire League: 1934, 1935, 1936, 1965
- 6. runda Pucharu Anglii: 1987
- mistrz Football League One w sezonie 2015/16

## Zawodnicy

### Obecny skład
Stan na 24 sierpnia 2016
| Nr | Poz. | Piłkarz                                |
| -- | ---- | -------------------------------------- |
| 1  | BR   | Ádám Bogdán (wypożyczony z Liverpoolu) |
| 2  | OB   | Reece James                            |
| 3  | OB   | Jake Buxton                            |
| 4  | PO   | David Perkins                          |
| 5  | OB   | Donervon Daniels                       |
| 6  | PO   | Max Power                              |
| 7  | PO   | Alex Gilbey                            |
| 8  | PO   | Sam Morsy                              |
| 9  | NA   | Will Grigg                             |
| 13 | OB   | Andy Kellett                           |
| 14 | PO   | Jordi Gómez                            |
| 15 | PO   | Jordan Flores                          |
| 16 | PO   | Shaun MacDonald                        |
| 17 | PO   | Michael Jacobs                         |

| Nr | Poz. | Piłkarz                                      |
| -- | ---- | -------------------------------------------- |
| 18 | PO   | Tim Chow                                     |
| 19 | OB   | Luke Garbutt (wypożyczony z Evertonu)        |
| 20 | OB   | Craig Morgan (kapitan)                       |
| 21 | NA   | Craig Davies                                 |
| 22 | BR   | Jussi Jääskeläinen                           |
| 23 | OB   | Stephen Warnock                              |
| 24 | OB   | Jack Hendry                                  |
| 25 | PO   | Nick Powell                                  |
| 27 | PO   | Ryan Colclough                               |
| 31 | NA   | Yanic Wildschut                              |
| 33 | OB   | Dan Burn                                     |
|    | OB   | Kyle Knoyle (wypożyczony z West Hamu United) |
|    | BR   | Jakob Haugaard (wypożyczony z Stoke City)    |

## Europejskie puchary
Legenda do wszystkich tabel:
- Q – runda eliminacyjna, 1/16, 1/8, 1/4, 1/2 – odpowiednia faza rozgrywek, Grupa – runda grupowa, 1r gr – pierwsza runda grupowa, 2r gr – druga runda grupowa, F – finał, R – runda, PO – play-off
- k. – rzuty karne, los. – losowanie, Dogr. – dogrywka, w. – zasada bramek strzelonych na wyjeździe

| Sezon   | Rozgrywki   | Runda   | Przeciwnik    | Dom | Wyjazd | Ogólnie    |
| ------- | ----------- | ------- | ------------- | --- | ------ | ---------- |
| 2013/14 | Liga Europy | Grupa D | Maribor       | 3–1 | 1–2    | 4. miejsce |
| 2013/14 | Liga Europy | Grupa D | Rubin Kazań   | 1–1 | 0–1    | 4. miejsce |
| 2013/14 | Liga Europy | Grupa D | Zulte Waregem | 1–2 | 0–0    | 4. miejsce |